# ستيفي موريسون
ستيفي موريسون (بالإنجليزية: Stevie Morrison)‏ هو متسابق يخت بريطاني، ولد في 25 نوفمبر 1978.

## وصلات خارجية
- ستيفي موريسون على موقع الاتحاد الدولي للملاحة الشراعية (موقع جديد) (الإنجليزية)
- ستيفي موريسون على موقع الاتحاد الدولي للملاحة الشراعية (موقع قديم) (الإنجليزية)
- ستيفي موريسون على موقع اللجنة الأولمبية الدولية (الإنجليزية)
- ستيفي موريسون على موقع أوليمبيديا (الإنجليزية)
- ستيفي موريسون على موقع اللجنة الأولمبية البريطانية (الإنجليزية)